# Factorielle alternée
En mathématiques, la factorielle alternée d'un entier strictement positif {\displaystyle n} est la valeur absolue de la somme alternée des {\displaystyle n} premières factorielles.

## Définition
La factorielle alternée de {\displaystyle n\geqslant 1} est définie par :
{\displaystyle \operatorname {fa} (n)=n!-(n-1)!+(n-2)!-\cdots +(-1)^{n-1}=\sum _{i=0}^{n-1}(-1)^{i}(n-i)!=\sum _{i=1}^{n}(-1)^{n-i}i!\,},
d'où la relation de récurrence :
{\displaystyle \operatorname {fa} (n)=n!-\operatorname {fa} (n-1)}.
Quelle que soit la parité de {\displaystyle n}, {\displaystyle n!} est affecté du signe plus, {\displaystyle (n-1)!} du signe moins, etc. Par exemple {\displaystyle \operatorname {fa} (3)=1!-2!+3!} tandis que {\displaystyle \operatorname {fa} (6)=-1!+2!-3!+4!-5!+6!}. 
Les premières factorielles alternées sont données par : 
| n     | 1 | 2 | 2 | 4  | 5   | 6   | 7     | 8      | 9       | 10        | 11         | 12          | 13            | 14             |
| fa(n) | 1 | 1 | 5 | 19 | 101 | 619 | 4 421 | 35 899 | 326 981 | 3 301 819 | 36 614 981 | 442 386 619 | 5 784 634 181 | 81 393 657 019 |

## Propriétés
En 1999, Miodrag Zivkovic prouve qu'il n'existe qu'un nombre fini de factorielles alternées qui sont également des nombres premiers, puisque 3 612 703 divise {\displaystyle \operatorname {fa} (3612702)} et divise donc {\displaystyle \operatorname {fa} (n)} pour tout {\displaystyle n\geqslant } 3 612 703. La factorielle alternée {\displaystyle \operatorname {fa} (n)} est première pour : {\displaystyle n} = 3, 4, 5, 6, 7, 8, 10, 15, 19, 41, 59, 61, 105, 160, 661,;  A noter qu'il existe probablement d'autres valeurs premières qui n'ont pas encore été trouvées.